# Arbedo-Castione
Arbedo-Castione je obec ve švýcarském kantonu Ticino, okresu Bellinzona. Nachází se v údolí řeky Moesa, asi 2 kilometry severovýchodně od kantonálního hlavního města Bellinzony, v nadmořské výšce 267 metrů. Má přibližně 5 000 obyvatel.

## Geografie
Arbedo-Castione leží u vstupu do údolí Val Mesolcina (německy Misox), jen několik kilometrů od Bellinzony. Na horním konci údolí se nachází průsmyk San Bernardino. Obec tvoří dvě jádra Arbedo (včetně vesnice Molinazzo) a Castione, která se nacházejí po obou březích řeky Moesa u jejího soutoku s řekou Ticino. Na území obce se nachází také malé jezero Lago d'Orbello.
Arbedo-Castione je jednou z mála obcí, které se nenachází v deltě jednoho z četných toků v údolí Ticina, ale přímo v rovině: území obce bylo proto vždy ohroženo rozlitím obou řek a pohromami způsobenými přítomností bažin, které byly až do poloviny 20. století všude rozšířené.
Sousedními obcemi jsou Bellinzona a Lumino v kantonu Ticino a San Vittore a Roveredo v kantonu Graubünden.

## Historie

Letecký pohled na Arbedo (1964)

Arbedo je poprvé zmiňováno roku 1195 jako Erbedum, Castione pak roku 1237 jako Castillionum. Obec comune di Pitadino, uvedená v seznamu obcí, podřízených městu Como, z roku 1335 by mohla být starým názvem obce Castione, která dříve patřila k vesnickému spolku Lumino. Teprve v roce 1820 bylo Castione odděleno od Lumina a spojením s Arbedem vznikla nová obec Arbedo-Castione.

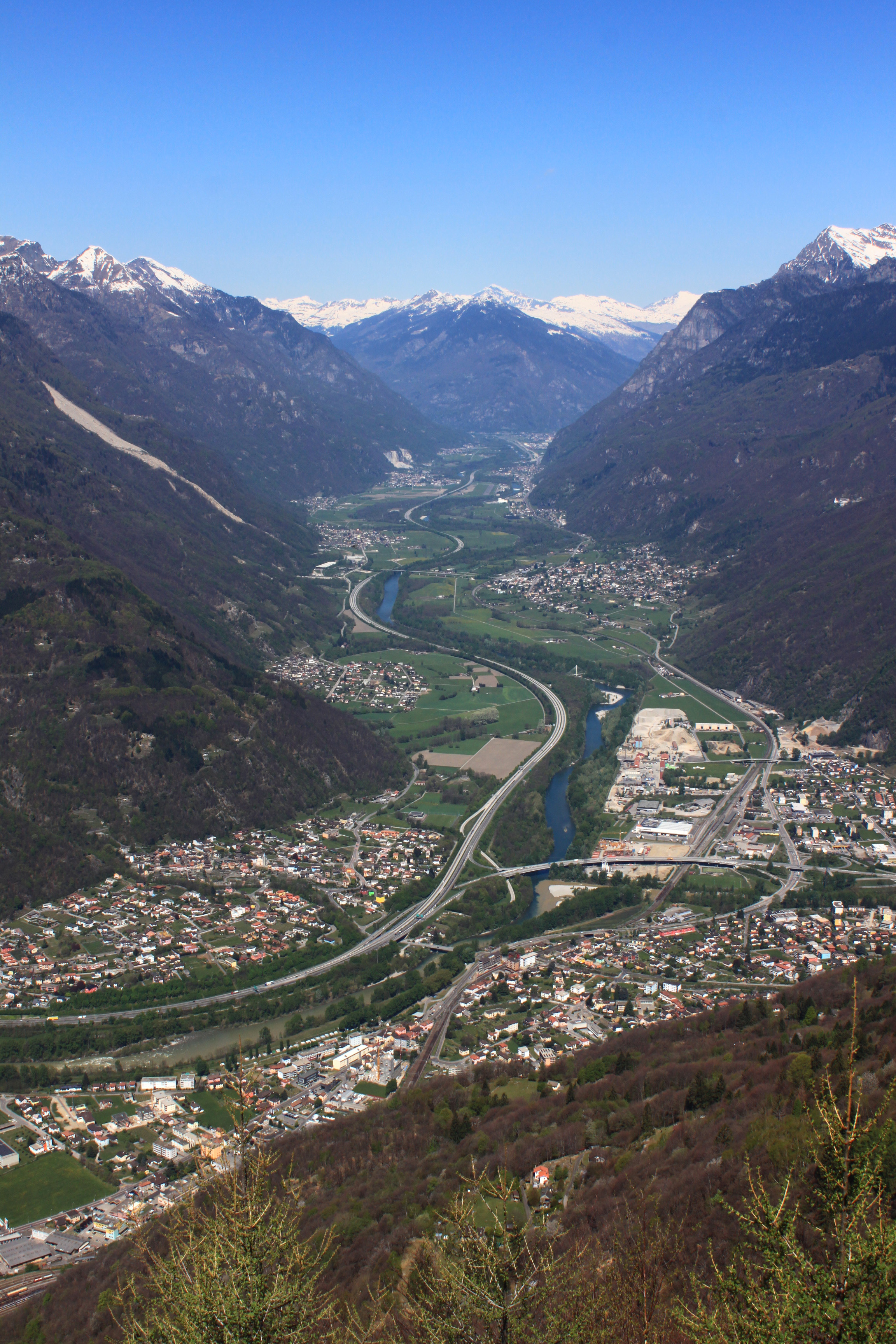
Údolí Leventina, Arbedo-Castione vpravo dole

Nález truhly ze starší doby bronzové z Castione (cca 1800 př. n. l.) obsahuje materiál severoalpské provenience, který poprvé objasňuje dopravní význam této lokality. Rozhodujícím faktorem pro význam Arbedo-Castione byla jeho poloha na důležitých obchodních cestách. Dokládají to importy, zejména z Etrurie, ale také ze severu od Alp. Nález truhly z Arbedo-Castione ukazuje, že zde byly také dílny, které zásobovaly obyvatelstvo. Ojedinělé římské nálezy pocházejí z Castione a lokality San Paolo d'Arbedo. Jeden hrob je znám ze San Paola a šest hrobů ze 7. století n. l. je známo z Castione, jeden z nich se zlatou mincí langobardského krále Agilulfa. Obklopovaly původní kostelík San Paolo a svědčí o přítomnosti lombardských rodin, které snad daly podnět ke stavbě první rodinné kaple. Budova se nachází v blízkosti hradu Bellinzona, kde se v roce 590 usadili Lombarďané. Byl postaven přímo u staré hlavní silnice, která vedla z Castelsepria u Varese přes Monte Ceneri do průsmyku Lukmanier.
Po celý středověk i později mělo Arbedo jako tranzitní bod na ose, která vedla do údolí nejdůležitějších středoalpských průsmyků, nepřehlédnutelný význam. Přirozené hranice vymezené řekami Moesa a Ticino posilovaly strategickou pozici obce jako severní brány do oblasti Bellinzony, což z Arbeda a okolí často činilo dějiště ozbrojených konfliktů. Kromě slavné bitvy u Arbedo v roce 1422 se v roce 1449 odehrála bitva u Castione, při níž Giovanni della Noce vypálil vesnici a donutil obyvatele Uri a jejich spojence k útěku do údolí Val Mesolcina. Poblíž mostu přes řeku Moesu se nacházely dva kostely, které postupně zanikly a pravděpodobně padly za oběť povodním: San Cristoforo (1284) a Sant'Elena (1441). V centru Arbeda byl postaven kostel Santa Maria, který se v roce 1583 stal farním kostelem.
Přechod osob a zboží umožňoval dřevěný most přes řeku Moesu, který byl podepřen pilíři. Za jeho údržbu byla zodpovědná obec Arbedo a další obce okresu Bellinzona. Most měl strategickou funkci: v roce 1495 byl zničen ze strachu před konfederáty, kteří tehdy táhli směrem na Lombardii. Pro průjezdní dopravu byl důležitý také kamenný most přes říčku Traversagna (1485). Na jižním úpatí (dosud připomínaném názvem vesnice Molinazzo) se nacházely různé mlýny a pily napájené vodními kanály, které sloužily celému regionu. Dnes je Arbedo-Castione obytným předměstím Bellinzony a centrem malých a středních průmyslových podniků a podniků služeb (lomy, těžba štěrku a písku, sklady). V údolí Valle di Arbedo se nacházejí rozsáhlé lesní porosty, které byly částečně poškozeny sesuvem půdy na hoře Monte Arbino v roce 1928.

## Obyvatelstvo
| Rok            | 2000 | 2002 | 2004 | 2005 | 2006 | 2007 | 2008 | 2009 | 2010 | 2011 | 2012 | 2014 | 2018 |
| Počet obyvatel | 3729 | 3947 | 4018 | 3975 | 3963 | 4018 | 4133 | 4200 | 4262 | 4380 | 4437 | 4702 | 5103 |

Údolí Val Mesolcina je jednou z italsky mluvících oblastí Švýcarska. Převážná většina obyvatel obce tak hovoří italsky.

## Doprava

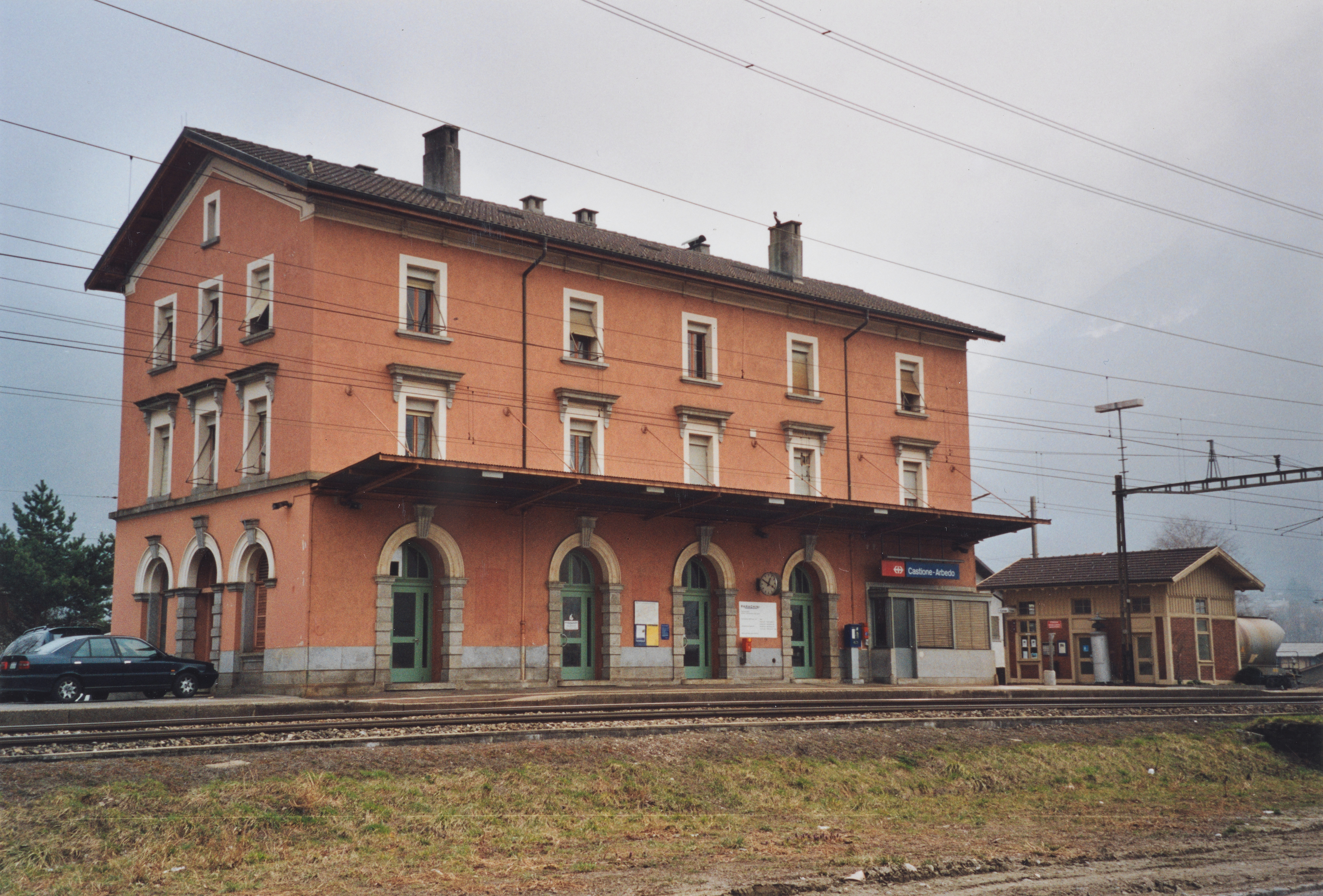
Železniční stanice Castione-Arbedo

Arbedo-Castione leží poblíž křižovatky dálnic A2 (Basilej – Lucern – Lugano – Chiasso) a A13 (St. Margrethen – Chur – Bellinzona). Nejbližším sjezdem je exit 45, nacházející se přímo v obci. Také se zde kříží kantonální hlavní silnice č. 2 a 13.
Obec leží na Gotthardské dráze, kde má svou stanici. Arbedo-Castione je obsluhováno linkami S10 a S20 S-Bahn Ticino, které provozuje společnost Treni Regionali Ticino Lombardia (TILO). Na lince S10 jezdí dvakrát za hodinu vlak ve směru Bellinzona, Lugano a Chiasso a na lince S20 dvakrát za hodinu ve směru Bellinzona, Locarno.
Do roku 1972 byla v provozu také železniční trať z Bellinzony do Mesocca, otevřená roku 1907. Pro malý zájem cestujících byla na trati v květnu 1972 ukončena osobní doprava a zcela zrušen úsek mezi Bellinzonou a stanicí Castione-Arbedo. V roce 1978 horní úsek trati poničila silná bouře a i nákladní doprava byla následně zcela zastavena. Na zbylém úseku Castione-Arbedo – Cama probíhal až do roku 2013 muzejní turistický provoz; od roku 2013 je trať zcela bez provozu a čeká na další osud.